# 2015年女子アジアラグビーチャンピオンシップ
2015年女子アジアラグビーチャンピオンシップ（2015ねんじょしアジアラグビーチャンピオンシップ、英語: 2015 Women's Asian Rugby Championship）は、アジアラグビーによるラグビーの国際大会。前年まで開催されていたアジア女子4カ国対抗からの改編により発足した大会である。2014年アジア女子4カ国対抗上位3カ国によるホーム・アンド・アウェー方式の1回戦総当たりリーグ戦形式により実施される。下位ディビジョンとの識別のため2015年女子アジアラグビーチャンピオンシップ・トップ3（2015 Women's Asian Rugby Championship Top 3）あるいは単にトップ3（Top 3）とも呼ばれる。

## 出場国
2015年女子アジアラグビーチャンピオンシップの出場国は、2014年アジア女子4カ国対抗・トップ4の上位3か国である以下の国。
- カザフスタン（2014年トップ4、優勝）
- 香港（2014年トップ4、準優勝）
- 日本（2014年トップ4、3位）

## 成績
| 順位 | 国           | 勝敗 | 勝敗 | 勝敗 | 勝敗 | 得失点 | 得失点 | 得失点 | ボーナスポイント | 勝ち点 |
| 順位 | 国           | 試合 | 勝   | 分   | 負   | 得     | 失     | 差     | ボーナスポイント | 勝ち点 |
| ---- | ------------ | ---- | ---- | ---- | ---- | ------ | ------ | ------ | ---------------- | ------ |
| 1    | 日本         | 2    | 2    | 0    | 0    | 54     | 24     | 30     | 1                | 11     |
| 2    | カザフスタン | 2    | 1    | 0    | 1    | 52     | 27     | 25     | 1                | 6      |
| 3    | 香港         | 2    | 0    | 0    | 2    | 12     | 67     | -55    | 0                | 0      |

## 試合結果[2]
| 2015年4月25日 16:00 WKT (UTC+06) | カザフスタン | 40-0 | 香港 | アルマトイ・オルタリク・スタディオン（アルマトイ） |
| 2015年4月25日 16:00 WKT (UTC+06) |              |      |      | アルマトイ・オルタリク・スタディオン（アルマトイ） |

| 2015年5月9日 11:00 JST (UTC+09) | 日本 | 27-12 | カザフスタン | レベルファイブスタジアム（福岡県福岡市） |
| 2015年5月9日 11:00 JST (UTC+09) | 詳細 |       |              | レベルファイブスタジアム（福岡県福岡市） |

| 2015年5月23日 13:00 HKT (UTC+08) | 香港 | 12-27 | 日本 | 香港仔運動場（香港南区） |
| 2015年5月23日 13:00 HKT (UTC+08) |      |       |      | 香港仔運動場（香港南区） |

## 試合会場
| 国           | 試合会場                             | 試合会場     | 試合会場 |
| 国           | 名称                                 | 所在地       | 収容人数 |
| ------------ | ------------------------------------ | ------------ | -------- |
| 香港         | 香港仔運動場                         | 香港南区     | 9,000人  |
| 日本         | レベルファイブスタジアム             | 福岡県福岡市 | 22,563人 |
| カザフスタン | アルマトイ・オルタリク・スタディオン | アルマトイ   | 23,804人 |